# Hellfjorden (Vesterålen)
Hellfjorden er en 6,5 kilometer lang fjordarm på nordsiden af Eidsfjorden på Langøya i Vesterålen i Nordland fylke  i Norge. Grænsen mellem kommunerne Bø og Sortland går midt i fjorden. 
Fjorden har indløb mellem Oksneset lige ved Guvåg i vest og Hellfjordklubben i øst. I den ydre del af fjorden ligger øerne Storøya, Ramnøya, Torskøya og Slåttøya midt i fjorden. Længere inde ligger øerne Reinøyen og Teistøya. Vestpolløya er en halvø næsten inderst i fjorden. Den går mod nordøst fra vestsiden, og vest for halvøen ligger fjordarmen Vestpollen. Herfra går Hellfjorden en halv kilometer længere mod nord til enden af fjorden.
Det er ingen større bosætninger langs fjorden og heller ingen veje, men den fraflyttede gård Hellfjorden ligger på østsiden af fjorden.